# La otra pareja
All over the guy (en español Todo sobre el tipo, aunque estrenada como La otra pareja) es una película estadounidense dirigida por Julie Davis que se estrenó 30 de mayo de 2001. Se trata de una comedia romántica gay.

## Argumento
Jackie y Brett se conocen y empiezan a salir juntos. Cuando comentan que sus respectivos mejores amigos, Tom y Eli, son gais y están sin pareja, deciden presentarlos en una cita a ciegas. Esta primera cita resulta un desastre porque no tienen nada en común. Tom es un tipo extrovertido, aficionado a la bebida y a los ligues de una sola noche, mientras que Eli es una persona casera aficionado al cine clásico y la ciencia ficción, bastante tímido y retraído, a causa de haberse criado en una familia de psiquiatras.
Al día siguiente se encuentran en un mercadillo y entonces surge la chispa entre ellos, terminando en la cama juntos. Pero a la mañana siguiente Tom se va lo más rápidamente posible, ya que debido a que procede de una familia disfuncional de alcohólicos rehúye las relaciones duraderas. A partir de ahí y aunque sus amigos intentan unirles, cada vez que se produce un acercamiento entre ellos surge un desencuentro.
En cambio la relación entre Jackie y Brett va viento en popa y deciden casarse. Entre tanto Tom acude a alcohólicos anónimos para abandonar la bebida y dejar de usarla como vía de escape. En el convite de la boda, Tom se acerca para hablar con Eli, ambos se disculpan por su comportamiento anterior y deciden darse una oportunidad como pareja.

## Reparto
- Dan Bucatinsky: Eli
- Richard Ruccolo: Tom
- Sasha Alexander: Jackie
- Adam Goldberg: Brett
- Christina Ricci: Rayna, hermana de Eli
- Doris Roberts: Esther, la recepcionista de la clínica
- Joanna Kerns: Lydia, madre de Tom
- Andrea Martin: Ellen, madre de Eli
- Tony Abatemarco: David, padre de Eli
- Nicolas Surovy: Jim, padre de Tom
- Julie Claire: Lizz, amiga de Jackie
- Lisa Kudrow: Marie, la dobladora